# Labeo weeksii
Labeo weeksii är en fiskart som beskrevs av Boulenger, 1909. Labeo weeksii ingår i släktet Labeo och familjen karpfiskar. IUCN kategoriserar arten globalt som livskraftig. Inga underarter finns listade i Catalogue of Life.